# Ropstvo kroz plaću
Ropstvo kroz plaću predstavlja stanje društva i situaciju pojedinca u društvu koji je prinuđen raditi za poslodavca pod prijetnjom gladovanja, siromaštva ili gubljenja društvenog statusa. 
Time se tu osobu čini "osobom ovisnom o plaći ili dohotku za potrebe osobnog izdržavanja" 
, "pogotovo s potpunom i izravnom ovisnosti o prihodu koji potječe od... rada za plaću".
Pojam prvi uvodi Lowell Mill Girls 1836, iako se kao koncept pojavljuje već u vrijeme Cicera
,a o njemu su raspravljali i mnogi drugi filozofi, pogotovo s dolaskom industrijske revolucije 
.
Sam pojam ukazuje na sličnosti među posjedovanjem i iznajmljivanjem osobe.
U terminologiji kojom se koriste kritičari kapitalizma, statizma i drugih autoritarnih sustava, ropstvo kroz plaću je položaj u kojem se nalazi osoba koja je prisiljena prodavati svoj rad, podčinjavajući se autoritetu poslodavca, radi napredovanja u životu ili čak samo radi opstanka.

## Rasprava o postojanju u današnje doba
Proponenti tvrdnje o postojanju ropstva kroz plaću u današnje doba ukazuju na stanje u društvu i programe socijalne pomoći, te analiziraju da li takvo stanje i programi mogu osigurati egzistenciju onih koji su ostali bez zaposlenja, ili ne rade iz bilo kojih drugih razloga.
Nadalje, tvrdi se da je, kroz povijest, inicijativa za rad stvarana na različite načine. Tako je u današnjem društvu opće prihvaćeno da je plaća nagrada za čovjekov rad, s kojom može poboljšati svoj životni standard. Međutim, ovdje je bitno razlikovati nagradu od prinude. U moderno doba društva su odbacila ideju o prinudnom radu, koje se najčešće shvaća kao ropstvo. Pri tome se prinudni rad vidi kao nepravedan i nemoralan položaj čovjeka u društvu.
Međutim, ako radnik ne radi za poboljšanje svojih životnih uvjeta, nego samo za preživljavanje, tada očito nije riječ o nagradi nego prinudi. Prema tom pogledu, ropstvo je i dalje na snazi, samo što instrument prinude nije bič nego glad.
Kritičari tvrde da, bez inicijative za rad, ljudi bi prestali raditi što bi uzrokovalo ekonomski krah i glad. Također da u današnje doba većina ljudi ima mogućnost birati poslodavca i dati otkaz, te da nerad mora imati surove posljedice. Te da u usporedbi s ropstvom, današnje društvo dozvoljava mnogo veće slobode, gdje radnik može birati što da čini sa svojim slobodnim vremenom. Tada, u ukupnosti argumenta, poveznica s ropstvom je preslabašna.
Proponenti odgovaraju da se inicijativa za rad ne može nametati na nemoralan način i da se može postići drugim sredstvima, odnosno pravom nagradom. Također, da nije jasno bi li nedostatak inicijative za rad uzrokovao toliku količinu nerada kao što se obično tvrdi, te glad za posljedicu. To što današnje društvo dozvoljava mnogo veće slobode nego što je to bilo prije ne umanjuje nemoralnost i sličnost s ropstvom.
Drugi kritičari tvrde da je nužna jaka inicijativa za rad, jer bi inače ekonomski rast bio usporen, a moglo bi doći i do gladi. Ako bi se i uklonile društvene okolnosti, čovjek bi i dalje, kao i u pretpovijesnim lovačko-skupljačkim društvima, morao raditi, odnosno loviti da bi se prehranio. Tada je ropstvo kroz plaću samo pogrdni pojam za realnost situacije koja je neizbježna, a postoji otkad postoji i čovjek, i predstavlja prirodno stanje stvari, te je da je za preživljavanje u današnje doba potrebno mnogo napornog rada.
Odgovor je da je tehnologija u današnjem društvu dovoljno uznapredovala da društvo može lako osigurati hranu i stanovanje svim svojim članovima. U najgorem slučaju radi se samo o preraspodjeli bogatstva, iako možda ni to nije nužno u nekim državama. Pretpostaviti ekonomski rast nad egzistencijom je nemoralno, tvrde proponenti, te bi države trebale posvetiti više pažnje najugroženijim slojevima društva.

## Prvi opis ideje
Prvi jasan opis ropstva kroz plaću je napravio Simon Linguet 1763., u kojem je opisao kako ono potkopava osobnu autonomiju, zasnivajući tu tvrdnju na materijalističkom konceptu tijela i njegovih sloboda, na primjer kao nešto što se prodaje, iznajmljuje ili oduzima u klasnom društvu:

## Debata u 19. stoljeću
U 19. stoljeću, prije i za vrijeme američkog građanskog rata vođena je debata o prednostima i manama običnog ropstva u odnosu na ropstvo kroz plaću, što je bio pogrdni pojam južnjaka za tržište rada. Neki od argumenata za i protiv su bili:
- Klasični rob je imetak ili kapital. Kao takav predstavlja vrijednost svom ekonomski racionalnom vlasniku koja je veća nego ona od roba za plaću, koji može biti otpušten, zamijenjen ili povrijeđen uz malu ili nikakvu ekonomsku štetu za poslodavca. To je stoga što je vlasnik klasičnog roba napravio investiciju u vidu novca plaćenog za roba. Iz ovog razloga, u doba recesije, klasične robove se ne može otpustiti kao što je moguće s radnicima. U 19. stoljeću, američkim robovima se povećavao životni standard[14] te, prema izvještaju povjesničara Fogela i Engermana, materijalne mogućnosti robova u 19. stoljeću su bile "bolje nego što je tipično bilo dostupno slobodnom urbanom radniku (tj. robu za plaću) u to vrijeme".[15]
- Klasičnim robovima bilo je osigurano stanovanje i hrana. Rob za plaću mora se sam pobrinuti za stanovanje i hranu.
- Robu za plaću ima izbor da radi za poslodavca ili da se suoči sa siromaštvom i glađu.
- Rob za plaću smije ponekad birati poslodavca, ali ne može odabrati da nema poslodavca (jer je kazna za to ugrožavanje vlastite egzistencije).

## Citat Karla Marksa
- "Rob se prodaje jednom i zauvijek; proleter se mora prodavati dnevno i po satu. Robu koji je vlasnik jednog gospodara osigurana je egzistencija, ma koliko jadna bila, zbog gospodarevih vlastitih interesa. Proleter, koji je vlasništvo cijele buržoazijske klase, koja kupuje njegov rad samo kad joj je to potrebno, nema osiguranu egzistenciju. Egzistencija je osigurana samo klasi kao cjelini. Rob nema konkurencije; proleter je u konkurenciji i doživljava sve njene mjene." (Karl Marx)

## Anarhističko shvaćanje pojma
Ropstvo kroz plaću, prema shvaćanju anarhista, se smatra kao:
1. Nepostojanje demokratskog ili protu-autoritativnog društva, bez radničkog upravljanja radilištem i ekonomijom u cijelosti kroz hijerarhije radničkih organizacija.[16][17][18]
2. Ograničena dostupnost dobrima za osnovne životne potrebe[19][20] i
3. Nemogućnosti osoba da imaju pravo glasa u ekonomskim odlukama proporcionalno stupnju u kojem se te odluke na njih odnose.[21]

## Vanjske poveznice
- André Gorz, Critique of Economic Reason and the Wage Slavery,1989
- Creating Livable Alternatives to Wage Slavery
- Special situations in the USA  Arhivirana inačica izvorne stranice od 6. prosinca 2008. (Wayback Machine)
- Wage Labour and Capital
- Working for Wages, Martin Glaberman and Seymour Faber